# Tomohiko Itō (director)
Tomohiko Itō (伊藤 智彦 Itō Tomohiko?, 20 de octubre de 1978) es un director de anime japonés, conocido por dirigir los proyectos de A-1 Pictures Seikimatsu Occult Gakuin, la primera temporada de Silver Spoon, las dos primeras temporadas de Sword Art Online, y Boku Dake ga Inai Machi. Actualmente reside en Shinjuku, Tokio.

## Biografía
Después de graduarse de la Universidad de Tokio de Ciencia y Tecnología Marina, Itō se unió a Madhouse y pasó de ser asistente de producción a director de episodios. Participó en diversas producciones bajo el seudónimo de Kagurazaka Tokiichi de su época en Madhouse. El seudónimo se deriva del lugar donde vivía y el nombre de su abuelo. Trabajó como asistente de dirección en Death Note, La chica que saltaba a través del tiempo y Summer Wars antes de hacer su debut como director con Seikimatsu Occult Gakuin.
El 16 de septiembre de 2022, Itō lanzó su primera serie de manga titulada Wonder X con ilustraciones de Mekki Kuroyama en el sitio web Comic Newtype de Kadokawa Shoten.

## Trabajos

### Series de televisión
Destaca papeles con funciones de dirección de series.
| Año  | Título                                                  | Director(es)                    | Estudio            | Funciones | Refs.         |
| ---- | ------------------------------------------------------- | ------------------------------- | ------------------ | --- | ------------- |
| 2001 | X                                                       | Yoshiaki Kawajiri               | Madhouse           | Avance de producción (#6) Producción de escenarios (#4-11, 13-24)                                                                                   | [ 3 ]         |
| 2004 | Monster                                                 | Masayuki Kojima                 | Madhouse           | Guion gráfico (#42, 55, 70) Director de episodios (#42, 55) Asistente de dirección del episodio (#23) Producción de escenarios (#1-38)              | [ 4 ]         |
| 2005 | Tōhai Densetsu Akagi: Yami ni Maiorita Tensai           | Yūzō Satō                       | Madhouse           | Guion gráfico (#5, 21) Director de episodios (#1, 5) Producción de escenarios (#1-13)                                                               | [ 5 ]         |
| 2006 | Saiunkoku Monogatari                                    | Jun Shishido                    | Madhouse           | Guion gráfico (#17) | [ 6 ]         |
| 2006 | Death Note                                              | Tetsurō Araki                   | Madhouse           | Guionista (#26) Guion gráfico (#14, 26, 35; ED2) Director de episodios (#2, 7, 14, 23, 26, 29, 35) Director de unidad (#ED2) Asistente de dirección | [ 7 ]         |
| 2007 | Claymore                                                | Hiroyuki Tanaka                 | Madhouse           | Guion gráfico (#5) | [ 8 ]         |
| 2008 | Kannagi                                                 | Yutaka Yamamoto                 | A-1 Pictures       | Guion gráfico (#11) | [ 6 ]         |
| 2008 | Kurozuka                                                | Tetsurō Araki                   | Madhouse           | Guion gráfico (#3) Director de episodio (#3) | [ 9 ]         |
| 2008 | Michiko to Hatchin                                      | Sayo Yamamoto                   | Manglobe           | Guion gráfico (#4, 12, 19) Director de episodios (#4, 12)                                                                                           | [ 6 ]         |
| 2009 | Kobato.                                                 | Mitsuyuki Masuhara              | Madhouse           | Guion gráfico (#5, 17) Director de episodio (#5) | [ 10 ]        |
| 2010 | Sora no Woto                                            | Mamoru Kanbe                    | A-1 Pictures       | Guion gráfico (#4) | [ 6 ]         |
| 2010 | Seikimatsu Occult Gakuin                                | Tomohiko Itō                    | A-1 Pictures       | Director Guion gráfico (#1-2, 5, 13; OP) Director de episodios (#1, 13)                                                                             | [ 11 ] [ 12 ] |
| 2011 | Mahō Shōjo Madoka★Magica                                | Akiyuki Shinbo                  | Shaft              | Guion gráfico (#11) | [ 13 ]        |
| 2011 | Fractale                                                | Yutaka Yamamoto                 | A-1 Pictures Ordet | Guion gráfico (#10) Director de episodio (#10) | [ 14 ]        |
| 2011 | Ano Hi Mita Hana no Namae o Bokutachi wa Mada Shiranai. | Tatsuyuki Nagai                 | A-1 Pictures       | Guion gráfico (#7, 9) Director de episodio (#7) | [ 15 ]        |
| 2011 | Ao no Exorcist                                          | Tensai Okamura                  | A-1 Pictures       | Guion gráfico (#24; ED2) Director de unidad (#ED2)                                                                                                  | [ 16 ]        |
| 2011 | Hunter x Hunter                                         | Hiroshi Kōjina                  | Madhouse           | Guion gráfico (#ED1) Director de unidad (#ED1) | [ 17 ]        |
| 2011 | Chihayafuru                                             | Morio Asaka                     | Madhouse           | Guion gráfico (#4) | [ 18 ]        |
| 2011 | Guilty Crown                                            | Tetsurō Araki                   | Production I.G     | Guion gráfico (#3, 12) | [ 19 ]        |
| 2012 | Sword Art Online                                        | Tomohiko Itō                    | A-1 Pictures       | Director Guion gráfico (#1-3, 6, 10, 14, 18, 25; OP1) Director de episodios (#1, 14, 24-25; OP1) Director de unidad (#OP1)                          | [ 20 ] [ 21 ] |
| 2013 | Silver Spoon                                            | Tomohiko Itō                    | A-1 Pictures       | Director Guion gráfico (#1, 10; OP) Director de episodios (#1, 10) Director de unidad (#18) Director de sonido                                      | [ 22 ] [ 23 ] |
| 2014 | Silver Spoon 2                                          | Kotomi Deai                     | A-1 Pictures       | Guion gráfico (#6) Director de sonido | [ 24 ]        |
| 2014 | Sword Art Online II                                     | Tomohiko Itō                    | A-1 Pictures       | Director Guion (#1, 24) Guion gráfico (#1-3, 14, 16, 24) Director de episodios (#1, 14, 24)                                                         | [ 25 ]        |
| 2016 | Boku dake ga Inai Machi                                 | Tomohiko Itō                    | A-1 Pictures       | Director Guion gráfico (#1, 9; OP) Director de episodios (#1, 9) Director de unidad (#OP)                                                           | [ 26 ] [ 27 ] |
| 2018 | Shingeki no Kyojin: Season 3                            | Tetsurō Araki Masashi Koizuka   | Wit Studio         | Guion gráfico (#43) | [ 28 ]        |
| 2020 | 22/7                                                    | Takao Abo                       | A-1 Pictures       | Guion gráfico (#9) | [ 29 ]        |
| 2020 | Fugō Keiji Balance: Unlimited                           | Tomohiko Itō                    | CloverWorks        | Director Guion gráfico (#1, 11; OP) Director de episodios (#1, 10-11) Director de unidad (#OP) Letras de canción insertada (#3; "Festival Night")   | [ 30 ] [ 31 ] |
| 2021 | 86: Eighty-Six                                          | Toshimasa Ishii                 | A-1 Pictures       | Guion gráfico (#7, 9) Director de episodio (#7) | [ 32 ]        |
| 2021 | 86: Eighty-Six Part 2                                   | Toshimasa Ishii                 | A-1 Pictures       | Guion gráfico (#15, 20, 23) | [ 33 ]        |
| 2022 | Lycoris Recoil                                          | Shingo Adachi                   | A-1 Pictures       | Guion gráfico (#10) | [ 34 ]        |
| 2023 | Trigun Stampede                                         | Kenji Mutō                      | Orange             | Guion gráfico (#8, 11) | [ 35 ]        |
| 2023 | Tengoku Daimakyō                                        | Hirotaka Mori                   | Production I.G     | Guion gráfico (#13) | [ 36 ]        |
| 2023 | Mushoku Tensei II: Isekai Ittara Honki Dasu             | Hiroki Hirano                   | Studio Bind        | Guion gráfico (#8) | [ 37 ]        |
| 2024 | Mushoku Tensei II: Isekai Ittara Honki Dasu Part 2      | Ryōsuke Shibuya                 | Studio Bind        | Guion gráfico (#14, 16-18) | [ 38 ]        |
| 2025 | Watashi no Shiawase na Kekkon 2nd Season                | Takehiro Kubota Masayuki Kojima | Kinema Citrus      | Guion gráfico (#20) | [ 39 ]        |

### Películas
Destaca papeles con funciones de dirección de series.
| Año  | Título                          | Director(es)  | Estudio      | Funciones                        | Refs.         |
| ---- | ------------------------------- | ------------- | ------------ | -------------------------------- | ------------- |
| 2003 | Nasu: Andalusia no Natsu        | Kitarō Kōsaka | Madhouse     | Producción de escenarios         | [ 40 ]        |
| 2006 | Toki wo Kakeru Shōjo            | Mamoru Hosoda | Madhouse     | Asistente de dirección           | [ 41 ]        |
| 2009 | Summer Wars                     | Mamoru Hosoda | Madhouse     | Asistente de dirección           | [ 42 ]        |
| 2017 | Sword Art Online: Ordinal Scale | Tomohiko Itō  | A-1 Pictures | Director Guionista Guion gráfico | [ 43 ]        |
| 2019 | Hello World                     | Tomohiko Itō  | Graphinica   | Director Guion gráfico           | [ 44 ] [ 45 ] |
| 2026 | Kusunoki no Bannin              | Tomohiko Itō  | A-1 Pictures | Director                         | [ 46 ]        |